# Harry Jakeman

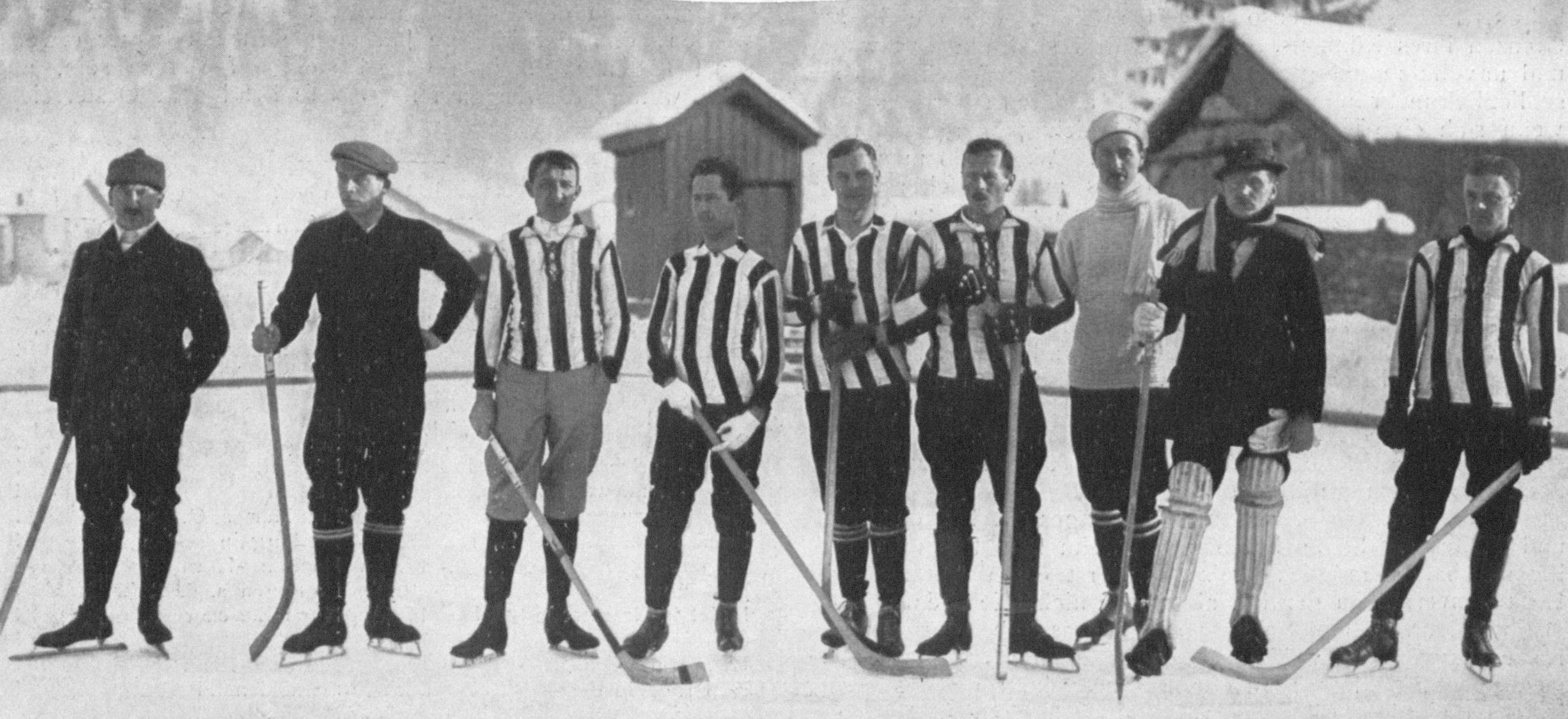
Mannschaft des Berliner Schlittschuhclubs beim Coupe de Chamonix 1911. Jakeman ganz rechts.

Harry Wesley Jakeman (auch Hans oder Richard Jakemann; geboren 1. Oktober 1885 in Halifax, Nova Scotia, Kanada; gestorben 22. Dezember 1946 in Mashpee, Massachusetts, USA) war ein kanadisch-amerikanischer Eishockeyspieler. Er spielte von 1909 bis 1911 beim Berliner Schlittschuhclub, einem der besten europäischen Eishockeymannschaften dieser Zeit. Er vertrat mit dem Schlittschuhclub Deutschland bei den ersten beiden Europameisterschaften 1910 und 1911. 
Jakeman studierte in Berlin Medizin. Später zog er nach Boston und wurde auch Staatsbürger der Vereinigten Staaten. 
Beim Schlittschuhclub spielte Jakeman als Rechter Stürmer. Er ist Mitglied der deutschen Eishockey-Hall of Fame.